# Ctenopoma ocellatum
Ctenopoma ocellatum — тропічний прісноводний вид лабіринтових риб з родини анабасових (Anabantidae). Видова назва ocellatum стосується темної, в світлій облямівці плями на хвості.
Часто цей вид плутають з Ctenopoma acutirostre. Обидва приблизно однакові за розміром, мають дуже виразні щелепи й примітну пляму на хвості, але забарвлення в C. acutirostre складається з великих темно-коричневих плям, а в C. ocellatum — з нерегулярно розкиданих цяток та нерівних смужок. Крім того, морда в першого з цих видів помітно гостріша, щелепи більше виступають уперед, а верхній профіль голови увігнутий, тоді як у C. ocellatum він випуклий або прямий.

## Опис
Ctenopoma ocellatum виростає до 13,8 см стандартної (без хвостового плавця) довжини. Тіло досить компактне, його висота в 1,8-2,5 рази менша за загальну довжину. Спина в передній частині округла. Хвостового стебла фактично немає.
Має загострену морду, нижня щелепа виступає вперед. Профіль чола прямий. Довжина голови в 2,5-3 рази менша за загальну довжину. Довжина морди дорівнює міжобітальній відстані й діаметрові ока та майже в 4 рази менша за довжину голови. 1 цефалічна (на голові) пора в міжокулярному (між очима) просторі. Верхня щелепа поширюється до місця, розташованого нижче переднього краю або передньої чверті ока. Присутні зуби на леміші та піднебінні. Зяброві кришки та підкришкова й міжкришкова кістки зазублені, передкришкова кістка також часто зазублена. 9-11 коротких зябрових тичинок у нижній частині передньої зябрової дуги.
У спинному плавці 16-17 твердих і 9-11 м'яких променів, перший твердий промінь майже вдвічі коротший за другий, довжина наступних поступово збільшується. Анальний плавець має 9-10 твердих і 9-11 м'яких променів, довжина твердих променів також збільшується від першого до останнього. В хвостовому плавці 16 променів. М'якопроменеві частини спинного та анального плавців загострені й у розправленому стані щільно прилягають відповідно до верхньої та нижньої частини хвостового плавця, утворюючи суцільне полотно з плавців. Черевні плавці досягають початку анального або навіть заходять трохи далі, мають по 1 твердому й по 5 м'яких променів. У грудних плавцях по 14-15 променів, їхня довжина приблизно дорівнює двом третинами довжини голови.
У поздовжньому ряді 25-28 лусок, 14-16 лусок у верхній бічній лінії, 9-14 лусок у нижній бічній лінії, 2,5-3 луски вище бічної лінії, 7-9,5 лусок нижче бічної лінії, 5-6 рядів лусок на щоках. М'якопроменеві частини спинного та анального плавців біля основи вкриті дрібними лусочками.
Загальне забарвлення від жовтувато-коричневого до темно-коричневого кольору із жовтогарячими відтінками, переважно на голові. Тіло вкрите численними темнішими неправильної форми смугами та плямами, які можуть об'єднуватись та зливатися, іноді їх розділяє лише тонка сітка світлішого основного кольору. Часто малюнок на тілі складається із зигзагоподібних вертикальних смуг. Перед початком хвостового плавця розташована виразна овальна чорна пляма в жовтій облямівці. Непарні плавці темно-сірі, черевні мають чорний відтінок.
Стать розрізнити в цих риб практично неможливо. Загалом самці стрункіші за самок, в останніх перед нерестом помітно товщає черево. Проте надійне визначення статі можливе лише за наявністю в дорослих самців так званих «колючих полів» із лусок за очима та на хвостовому стеблі.

## Поширення
Поширена в центральній частині басейну річки Конго в Демократичній Республіці Конго та Республіці Конго. Зустрічається також у Габоні та в дельті Нігеру (Нігерія).
Серйозних загроз існуванню виду в басейні Конго невідомо. В Нігерії на його середовища існування впливають роботи з розвідки нафти, якість води тут погіршується.

## Спосіб життя
Бентопелагічний вид риб. Ctenopoma ocellatum — лабіринтова риба, пристосована до життя в річковому мулі, який створює сутінкове середовище існування. Веде нічний спосіб життя, полює дрібних рибок та іншу річкову живність. Параметри води: pH 6,0-7,5, твердість 5-12 °dH, температура 24-28 °C. Обов'язково має дихати атмосферним повітрям.
В період нересту в самців окремі ділянки луски перетворюються на «колючі поля», самки круглішають. Гнізд ці риби не будують, самка просто викидає ікру, а самець запліднює її, ікринки лишаються плавати на поверхні води. Відкладають велику кількість ікри, за потомством не доглядають.
Місцеве населення ловить Ctenopoma ocellatum для домашнього споживання.

## Утримання в акваріумі
Вперше Ctenopoma ocellatum з'явилась в європейських акваріумах 1956 року, але поширення не отримала.
Рибкам потрібен просторий акваріум, щонайменше 80 літрів. Як і інші лабіринтові риби, Ctenopoma ocellatum повинна мати доступ до атмосферного повітря, тому між кришкою акваріума та поверхнею води лишають простір у 2,5 см. Важливо, щоб риби мали схованки, це можуть бути високі рослини, корчі тощо. Рекомендовані параметри води: температура 25 °C, показник рН 7,5.
Ctenopoma ocellatum можна тримати разом із великими барбусами (наприклад, Barbonymus schwanenfeldii), рибою-доларом (Metynnis hypsauchen), тиляпіями з роду Oreochromis, лорікарієвими сомами та синодонтисами. Дрібних сусідів ктенопоми можуть з'їсти.
З годівлею цих риб зазвичай не буває проблем, підходять будь-які комерційні види кормів для акваріумних риб, що швидко тонуть.
Живуть в акваріумі достатньо довго (до 20 років).
Про розведення виду в умовах акваріума нічого не відомо.

## Відео
- Ctenopoma ocellatum (7 months old) на YouTube by Aqua — Congo